# Салоп

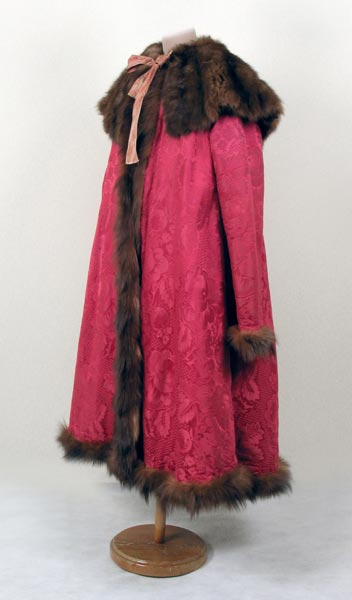
Салоп

Сало́п (фр. salope) — верхняя женская одежда, широкая длинная накидка с прорезами для рук или с небольшими рукавами; скреплялась лентами или шнурами. Салопы шили из бархата, шёлка, дорогого сукна; часто на подкладке, вате или меху (в основном куницы и соболя), с бархатными или меховыми отложными воротниками. Самое раннее упоминание салопа в российской литературе появилось в 1806 году в комедии И. А. Крылова «Модная лавка». Также в салоп была одета тётушка главного героя в романе Булгарина Иван Выжигин (1829). Салоп был распространён в Западной Европе и в России преимущественно в первой половине XIX века среди горожанок; позже только в мещанских слоях населения.

## Другие значения
В современном языке обозначает старое, поношенное пальто. Оттенок старомодности был и раньше, отсюда устаревшее слово «салопница»: женщина, ходящая по состоятельным домам в поисках подачек, попрошайка, сплетница.

## Интересный факт
Разговорное слово salope (salop) в некоторых европейских языках — оскорбительный термин, обозначающий развратную женщину; пришло из французского языка. С этим курьёзом связан анекдот начала XIX века: русский слуга, не знающий французского языка, подаёт пальто француженке со словами «ваш салоп». Гостья воспринимает слова как фр. vache salope («распутная корова»), возникает скандал.
Интересно, что Фасмер выводит русское слово как раз из фр. salope.